# Proclamazione dell'abolizione della monarchia

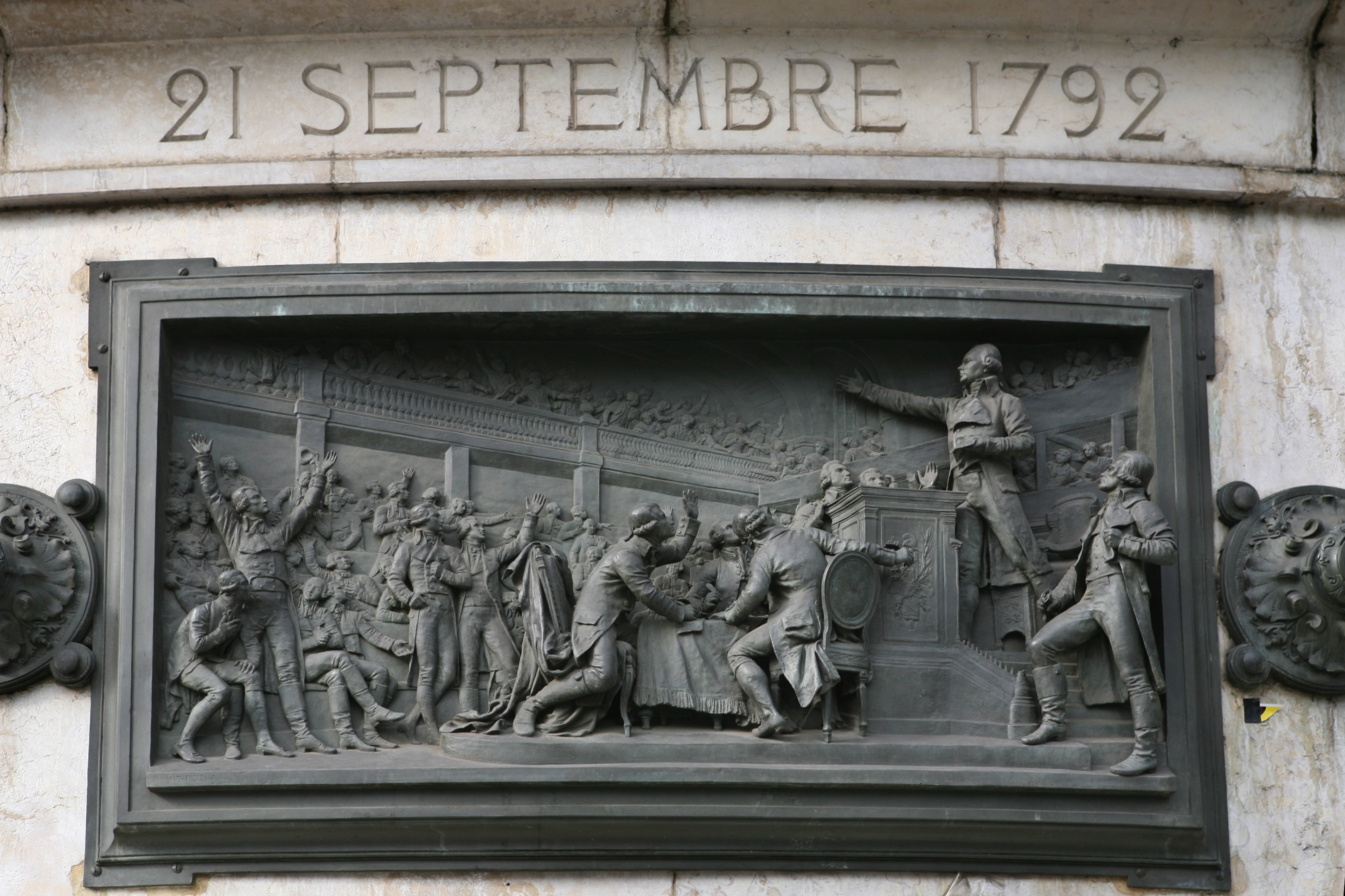
Proclamazione dell'abolizione della monarchia, altorilievo in bronzo di Léopold Morice, Monumento della Repubblica, Place de la République, Parigi, 1883.

Durante la Rivoluzione francese, la proclamazione dell'abolizione della monarchia (in francese: Proclamation de l'abolition de la royauté) fu un proclama della Convenzione nazionale francese che annunciava l'abolizione della monarchia francese il 21 settembre 1792, dando vita alla Prima Repubblica francese.

## Preludio
I deputati della convenzione ricevettero l'ordine di porre fine alla crisi scoppiata dopo la fuga impedita a Varennes di Luigi XVI nel giugno 1791 e la sanguinosa presa del palazzo delle Tuileries (10 agosto 1792). La loro origine borghese e la loro attività politica fecero sì che la maggior parte di loro non nutrisse alcuna simpatia per la monarchia, e la vittoria nella battaglia di Valmy il 20 settembre (il primo successo militare della rivoluzione) avvenne lo stesso giorno del loro incontro, confermando così le loro convinzioni.

## Proposta di abolizione
Quando il deputato per Parigi, Jean-Marie Collot d'Herbois, propose l'abolizione, incontrò poca resistenza; al massimo, Claude Basire, amico di Georges Danton, cercò di moderare l'entusiasmo, raccomandando una discussione prima di qualsiasi decisione. Tuttavia, l'abate Henri Grégoire, vescovo costituzionale di Blois, rispose con fermezza a qualsiasi suggerimento di discussione:
Che bisogno abbiamo di discutere quando tutti sono d'accordo? I re sono mostri tanto nell'ordine morale quanto in quello fisico. Le corti sono un laboratorio per il crimine, il foyer per la corruzione e la tana dei tiranni. La storia dei re è il martirologio delle nazioni!
Jean-François Ducos lo appoggiò nell'affermare che ogni discussione sarebbe stata inutile "dopo che le luci si fossero diffuse il 10 agosto". L'argomentazione sommaria servì da dibattito e la decisione presa fu unanime, dando vita alla Prima Repubblica francese.

## Fine di un'era
Sulla scia della proclamazione, aumentarono gli sforzi per eliminare le vestigia dell'Ancien Régime. Con l'avvicinarsi della data del primo anniversario della repubblica, la convenzione approvò una serie di leggi che sostituivano molti dei sistemi familiari di ordine e misurazione dell'Ancien Régime, incluso il vecchio calendario cristiano. Questo cambiamento drammatico fu un potente incoraggiamento alla crescente ondata di anticlericalismo che cercava una scristianizzazione della Francia. Il nuovo calendario repubblicano francese scartò tutti i punti di riferimento cristiani e calcolò il tempo dal primo giorno intero della repubblica dopo la monarchia, il 22 settembre 1792, il primo giorno dell'anno uno.